# Janez Bitenc
Janez Bitenc (Liubliana, 25 de octubre de 1925 - 4 de febrero de 2005) fue un compositor, pedagogo, escritor, poeta y publicista esloveno. 

## Biografía
Estudió Historia de la Música y se graduó magna cum laude de la Academia de Música de la Universidad de Liubliana en 1952. Ya en su época estudiantil empezó a trabajar como editor musical en Radio Ljubljana. Más tarde fundó la redacción musical para la música juvenil y el coro juvenil "Mladinski pevski zbor" RTV Slovenija. Fue también editor de programas musicales para jóvenes. Terminada su época en la radio, se dedicó a ser director del estudio musical del "Pionirski dom" de Liubliana. Entre 1966 y 1981 fue director de la escuela de música "Glasbena šola Franca Šturma" de Liubliana y responsable de la educación musical en preescolar. Entre 1978 y 1982 fue catedrático en el Departamento de Musicología en la Facultad de Filosofía y Letras de la Universidad de Liubliana, donde enseñó metodología de la enseñanza musical. Fue también director de numerosos coros y banqueteó en varios jardines de infantes y escuelas primarias en Eslovenia y en el extranjero. 
Janez Bitenc fue el primero en comenzar de manera sistemática el desarrollo de la educación musical para los niños en las escuelas de música y en las instituciones de atención infantil, y se mantuvo estrechamente vinculado con la música y los jóvenes tanto a través de su trabajo en la radio como mediante su labor artística de escritor, poeta y compositor. 

### Fechas importantes
- 1947-1963: Es editor musical en Radio Ljubljana, funda la Redacción musical para la música juvenil y el coro juvenil RTV Slovenija
- 1952: Se gradúa en la Academia de Música de la Universidad de Liubliana
- 1964-1966: Trabaja como director del estudio musical de "Pionirski dom"
- 1966-1981: Es director de la escuela de música "Glasbena šola Franca Šturma"
- 1972: Recibe el Premio Levstik por su obra Ciciban canta
- 1978-1982: Enseña Metodología de la enseñanza musical en la Facultad de Filosofía y Letras, Universidad de Liubliana
- 2002: Recibe el Premio Župančič

## Obra
Janez Bitenc, en su prolífica vida, escribió y compuso más de 400 libros y canciones infantiles, 15 cancioneros y varios cuentos musicales. Muchas de sus canciones infantiles se convirtieron en canciones populares conocidas por varias generaciones de eslovenos que, en la mayoría de los casos, ni siquiera son conscientes de quién es el autor. Ejemplos de canciones populares cuya autoría casi se ha olvidado: Ringa Ringa Raja, El perro Pazi (esloveno: Kuža Pazi) y otras.
Su obra en prosa más importante es Nona, recuerdos de la infancia (en esloveno: Nona, spomini na otroštvo. Sanje, 2003) dedicada a su familia y, particularmente, a su abuela.
Entre las obras poéticas y musicales de este ilustre artista y ganador de múltiples premios cabe destacar las que más persisten en la memoria del público esloveno, por ejemplo, Ciciban canta (Ciciban poje), Nuestra compañía anda (Naša četica koraka) y El gigante Gorjan (Velikan Gorjan). También publicó más de setenta cintas de casete y discos, muchos de los cuales siguen siendo populares, por ejemplo Ciciban canta I y II, Tres gallos (Trije petelinčki), El teléfono del pueblo Tutukaj (Telefon v mestu Tutukaj), La mariquita y los puntitos (Pikapolonica in pikice), La campanita de Gatita (Mucin zvonček) y otras historias musicales. 
Por su trabajo y logros creativos, Janez Bitenc fue galardonado con varios premios. Los dos más importantes fueron el Premio Levstik (1971) y el Premio Župančič (2002).